# After School Adventure
After School Adventure (放課後アドベンチャーヴァリアント?, Hōkago Adobenchā Varianto) è un manga shōnen di Takeshi Takebayashi, pubblicato in Giappone in cinque volumi tankōbon dalla Kadokawa Shoten. In Italia è stato pubblicato da Planet Manga, sotto la raccolta Manga Sun, a partire da luglio 2000 fino all'aprile 2001.

## Trama
Daichi Okuma è uno studente delle superiori giapponese innamorato di Mami Fukazawa, una sua amica di classe. Un giorno in compagnia dei suoi due amici corpulenti, Asada e Kobashi, Daichi fa una scommessa su chi ha più coraggio ad entrare nello spogliatoio femminile e alla fine tra una parola ed un'altra si offre lo stesso Okuma. Lo spogliatoio è vuoto ma ad un tratto le ragazze tornano dall'ora di ginnastica, tra le quali Mami Fukazawa. Il povero Daichi si nasconde e dopo molto tempo, una volta creduto che tutte le studentesse si sono cambiate e hanno lasciato la stanza esce, ma con sconcerto Daichi trova Mami nuda. Tra le urla della ragazza si apre un vortice dimensionale da dove spunta improvvisamente una sosia di Mami, una ragazza bionda di nome Selphy che combatte furiosamente, con l'aiuto della magia, un mostro possente. Nello scontro Mami perde conoscenza e cade in coma, Selphy vista la situazione, dopo aver sconfitto il mostro, porta con sé Daichi e Mami ferita nel suo mondo con la promessa di salvarle la vita. Durante il trasferimento nell'altra dimensione di Selphy, Mami scivola tra le braccia di Daichi cadendo a terra, rimanendo di fatto nel nostro mondo. Solo Daichi e Selphy entrano nella dimensione parallela.
Al risveglio Daichi scopre che il mondo di Selphy è identico al suo ma distrutto da un qualche cataclisma. Trovata Selphy, Daichi scopre però che durante il trasferimento ha perso il suo corpo ed è rimasta aggrappata all'anima di Daichi sotto forma di spirito. Il corpo di Selphy incredibilmente è stato preso dallo spirito di Mami Fukazawa, mentre il suo corpo originale è rimasto sulla Terra privo di coscienza.
Daichi, Selphy e Mami partono alla volta della città della ragazza ma si imbattono nuovamente in un mostro simile a quello che Selphy combatteva all'inizio. Le condizioni sono disperate perché Selphy è uno spirito e non può usare la magia, mentre Daichi e Mami non sanno come difendersi. All'improvviso spunta uno spadaccino che uccide il mostro ma perde i sensi. Decidono di portare con sé il loro salvatore, ma lo spadaccino sparisce misteriosamente poco dopo lasciando a loro la sua spada. Arrivati al villaggio, una vecchia città giapponese post-apocalittica, qui i tre incontrano la maestra di Selphy, Lacy Wobarea, una donna molto attraente che rimane subito sconcertata alla vista di Daichi e della spada.
Daichi Okuma viene interrogato da Lacy ma il ragazzo non sa dare una spiegazione convincente. Per punire il comportamento di Selphy manda Daichi nel suo gruppo per addestrarlo e li il ragazzo trova le copie identiche dei suoi amici terrestri, Kinkaku e Ginkaku identici ad Asada e Kobashi, nonché una ragazza giovanissima ma esperta assassina di nome Ojinu. Il mondo davanti a Daichi è molto diverso dal suo, la sessualità è un tabù e per fare sesso e generare figli si ha bisogno di una speciale licenza, la quale la si può avere solo se si diviene cavalieri della capitale. In più sentimenti e pulsioni sessuali sembrano assenti tra i ragazzi e le ragazze di questo mondo. Daichi, così, si impegna a far capire cosa significa essere davvero degli uomini e delle donne vere. Con Kinkaku e Ginkaku, va in giro a spiare ragazze e a rubare biancheria intima, per poi essere sempre puniti severamente da Lacy.
Un giorno si presenta un cavaliere, un baldo giovane e bello nelle fattezze ma molto arrogante. Viste le qualità di Selphy chiede al capo villaggio e a Lacy Wobarea di "generare subito dei figli" con Selphy/Mami. Ma tutti ignorano che quella Selphy non è la reale ma bensì Mami, e a tale richiesta, Daichi Okuma sfida il cavaliere perdendo lo scontro miseramente. Ma ad un tratto appare un mostro enorme con un terzo occhio, più forte di tutti i mostri mai apparsi prima in quel mondo e uccide in un istante l'arrogante cavaliere. Si scopre che questi mostri vengono chiamati Rakushasa, e attaccano tutti con ferocia e istinto animalesco. Il Rakushasa dal terzo occhio è comandato da un ragazzo di nome Kaen, un orfano simile a Daichi ma con potentissimi poteri magici. Ad aiutare il villaggio sotto attacco interviene di nuovo lo spadaccino sparito tempo prima mettendo in fuga il mostro. Lo spadaccino ha il nome di Koshiro ed era un vecchio partner di Lacy. Lui scomparve tempo prima perché si sentì in colpa per aver dichiarato i suoi sentimenti ed averci provato fisicamente con Lacy anni prima. Ma Lacy era anch'essa innamorata di Koshiro, che così, ora ritrovatolo, contraccambia contravvenendo alle regole.
Lacy e Koshiro partono alla volta delle capitale per chiedere aiuto. Delle sentinelle del villaggio, poco prima, hanno lanciato l'allarme che un imponente esercito di Rakushasa sta arrivando da loro con fare molto minaccioso e agguerrito con a capo il mostro dai tre occhi e il ragazzo Kaen. Lacy e Koshiro scoprono che la capitale è disabitata, non è ricca né quel posto meraviglioso che loro pensavano. Anzi i pochi cavalieri con la licenza, ormai privi di donne e altro da fare sono divenuti grassi e oziosi. A questa vista i due ripartono per il villaggio con il pensiero di Daichi e Selphy.
Daichi con Selphy e Mami, nel mentre, vengono rapiti da Kaen. Questi si presenta e racconta loro le sue origini e le origini dei mostri Rakushasa. Con i suoi potenti poteri scopre che Mami nel mondo di Daichi non sopravviverà a lungo, se lo spirito della ragazza non lascia subito il corpo di Selphy e non torna immediatamente nel suo. Kaen racconta che è apparsa una tempesta di sabbia e inghiotte tutti trasformando gli umani in Rakushasa. Daichi intuisce che può essere un portale per tornare nel suo mondo e con Mami parte verso la tempesta di sabbia e fulmini seguiti dallo spirito di Selphy e Kaen che ne è molto curioso. Qui la tempesta mette alla prova Daichi ma una volta superate le sue paure ritrova lo spirito di Mami e si dichiara sentimentalmente con lei finalmente.
La nube racconta che il mondo di Selphy e Kaen è diventato insensibile sia all'amore sia ai piaceri sentimentali, ed è così che questo modo di vita innaturale lo ha fatto nascere. La nube è cresciuta nel tempo diventando sempre più grande sino a diventare una tempesta rabbiosa e carica d'odio, tanto da punire e trasformare gli uomini malcapitati che entrano in contatto con essa divenendo mostri Rakushasa. La nube scompare e Daichi e Mami ritornano nel loro mondo salutando Selphy. Alla partenza Selphy capisce cos'è l'amore e si dichiara a Daichi, ma il suo è a senso unico. Kaen a sua volta si dichiara a Selphy, facendo intuire così che i due avranno poi una relazione in futuro.
Tempo dopo, in Giappone, Daichi fallisce l'esame di ammissione all'università e viene consolato da Mami Fukazawa. I due ricordando l'incredibile avventura, e nel mentre incontrano Selphy e Kaen di sfuggita facendo capire, chissà come, che i loro amici sono tra loro.

## Volumi
| 1 | 31 agosto 1998 | ISBN 978-4-04-713232-0 | luglio 2000    |
| 1 | Capitoli - Scene 01. Dove sei sparito, Daichi?! - Scene 02. Selphy - Scene 03. Che facciamo?! Partiamo?! - Scene 04. L'incontro                                                          |                        |                |
| 2 | 24 febbraio 1999 | ISBN 978-4-04-713270-2 | settembre 2000 |
| 2 | Capitoli - Scene 05. Uno studente da un altro mondo? - Scene 06. Una punizione chiamata Daichi - Scene 07. Battuta d'allenamento - Scene 08. Uomini e donne - Scene 09. Missione ardente |                        |                |
| 3 | 24 settembre 1999 | ISBN 978-4-04-713300-6 | novembre 2000  |
| 3 | Capitoli - Scene 10. Il suo nome è Koshiro - Scene 11. Catastrofe nera - Scene 12. Daichi si dà fare?! - Scene 13. Lacy e Koshiro - Scene 14. Il cavaliere indesiderato                  |                        |                |
| 4 | 25 febbraio 2000 | ISBN 978-4-04-713327-3 | febbraio 2001  |
| 4 | Capitoli - Scene 15. Invasione! - Scene 16. Il ragazzo del Rakushasa (1) - Scene 17. Il ragazzo del Rakushasa (2) - Scene 18. Kaen, la fiamma - Scene 19. Il cavaliere decaduto          |                        |                |
| 5 | 26 aprile 2000 | ISBN 978-4-04-713336-5 | aprile 2001    |
| 5 | Capitoli - Scene 20. Il passato di Kaen - Scene 21. L'attacco - Scene 22. Contatto - Scene 23. Uomini e Rakushasa - Scene 24. Sentimenti                                                 |                        |                |